# Psyllobora vigintimaculata
Psyllobora vigintimaculata – gatunek chrząszcza z rodziny biedronkowatych i podrodziny Coccinellinae.

## Taksonomia
Gatunek ten opisany został po raz pierwszy w 1824 roku przez Thomasa Saya na łamach „Journal of the Academy of Natural Sciences of Philadelphia” pod nazwą Coccinella vigintimaculata. Jako miejsce typowe wskazano „Missouri”. Do rodzaju Psyllobora przeniesiony został w 1850 roku przez Étienne’a Mulsanta. 

## Morfologia

### Owad dorosły
Chrząszcz o ciele podługowato-owalnym w zarysie, grzbietobrzusznie przypłaszczonym, długości od 1,75 do 3 mm i szerokości od 1,4 do 2,35 mm. Głowa jest owłosiona, blada z czarną łatką. Czułki mają nabrzmiały i nieco spłaszczony człon nasadowy. Na nim występuje wzór z plamek brązowych do czarnych. Na białawym lub bladożółtym przedpleczu znajdują się cztery lub pięć brązowych do czarnych plamek rozmieszczonych na planie litery „M”. Tło pokryw jest bladożółte, często z pomarańczowymi łatami. Wzór na nim zmienny, typowo złożony z dziewięciu par częściowo pozlewanych brązowych do czarnych plamek. Cechuje się plamami bocznymi za środkiem długości rozwiniętymi zwykle słabiej niż u P. borealis, wąsko oddzielonymi lub też połączonymi z plamami wierzchołkowej części pokryw; plamy przedwierzchołkowe nie dochodzą do szwu; zwykle obecne są kropki przykrawędziowe. Odnóża są jasnopomarańczowe. Od P. parvinotata gatunek ten różni się obligatoryjną obecnością plamek na przedpleczu, silniej pozlewanymi plamkami na pokrywach i ogólnie jaskrawszym ubarwieniem. W przypadku osobników P. parvinotata o dobrze wykształconych plamach na przedpleczu pewne odróżnienie od P. vigintimaculata możliwe jest jednak tylko dzięki genitaliom.

### Stadia rozwojowe
Jajo jest wydłużone, owalne, długości około 0,7 mm i szerokości około 0,25 mm, ubarwione białawo.
Pierwsze stadium larwalne ma ciało owalnego zarysu, nieco grzbietobrzusznie spłaszczone, początkowej długości 0,8–0,9 mm i szerokości około 0,25 mm, barwy przejrzyście szarawobiałej. Na segmentach tułowia i odwłoka znajdują się guzki, na których to osadzone są drobne, białe włoski. Kolejne trzy stadia larwalne tuż po wylince są ciemnoszare z kremowym lub żółtym pasem podłużnym, jednak stopniowo bledną, osiągając przed wylinkami niemal białą barwę. Średnie początkowe wymiary drugiego to 1,7 mm długości i 0,55 mm szerokości, trzeciego – 2,3 mm długości i 0,6 mm szerokości, a czwartego – 2,8 mm długości i 0,8 mm szerokości. W pełni wyrośnięta larwa ma średnio 3,3 mm długości i 1,3 mm szerokości.
Poczwarka ma ciało owalne, lekko wypukłe, długości około 2 mm i szerokości około 1 mm. Ubarwiona jest białawo z szarymi zawiązkami skrzydeł i szeregami czarnych plamek na odwłoku.

## Biologia i ekologia
Zarówno larwy, jak i owady dorosłe są mykofagami, żerującymi na grzybach z grupy mączniakowców w rzędzie tocznikowców. Zainfekowane grzybami rośliny znajdują po zapachu (chemorecepcja).
Zimowanie odbywa się w stadium owada dorosłego w niewielkich agregacjach w warstwie ściółki. Po przezimowaniu imagines gromadzą się często wśród krzewów i u podstaw roślin z gatunku Symplocarpus foetidus, po czym rozlatują się w poszukiwaniu pokarmu. Jaja składane są na liściach, ogonkach liściowych lub łodygach zainfekowanych mączniakowcami roślin pojedynczo lub w niewielkich, liczących do siedmiu sztuk złożach. W rozwoju pozazarodkowym występują cztery stadia larwalne. Wyrośnięta larwa przyczepia się do powierzchni liścia lub jego ogonka i przepoczwarcza się. Czas mijający od złożenia jaj do opuszczenia poczwarki przez imago jest zależny od temperatury i wynosi około 30 dni przy 20°C, a około 20 dni przy 25°C.
Na biedronce tej pasożytuje nieopisany jeszcze kryptyczny gatunek grzyba z grupy Hesperomyces virescens s.l..

## Rozprzestrzenienie
Owad północnoamerykański, znany z Kanady, Stanów Zjednoczonych i północnego Meksyku.
W Kanadzie rozmieszczony jest od południowo-zachodniego Jukonu i Kolumbii Brytyjskiej przez Albertę, południowe części Saskatchewan, Manitoby, Ontario i Quebecu oraz Nowy Brunszwik po Wyspę Księcia Edwarda, Nową Szkocję i Nową Fundlandię.
W Stanach obejmuje zasięgiem południową Alaskę, Waszyngton, Oregon, Idaho, Kalifornię, Nevadę, Utah, Arizonę, Montanę, Wyoming, Kolorado, Nowy Meksyk, Dakotę Północną, Dakotę Południową, Nebraskę, Kansas, Oklahomę, Teksas, Minnesotę, Iowę, Missouri, Arkansas, Luizjanę, Wisconsin, Michigan, Illinois, Indianę, Ohio, Kentucky, Tennessee, Missisipi, Alabamę, Maine, Vermont, New Hampshire, Nowy Jork, Massachusetts, Connecticut, Rhode Island, Pensylwanię, New Jersey, Delaware, Maryland, Dystrykt Kolumbii, Wirginię Zachodnią, Wirginię, Karolinę Północną, Karolinę Południową (oprócz części nadbrzeżnej) i północno-wschodnią Georgię.

## Znaczenie gospodarcze
Chrząszcz pożyteczny, żerujący na wywołujących mączniaka prawdziwego grzybach na szerokim spektrum roślin zielnych, krzewów i drzew. Ze względu na istotność tej choroby w uprawach rozważa się wykorzystanie P. vigintimaculata do biologicznej kontroli mączniakowców.